# Pedrito Sierra
Pedrito Sierra (21 luglio 1989) è un pallavolista portoricano, centrale dei Mets de Guaynabo.

## Carriera

### Club
La carriera di Pedrito Sierra inizia nella stagione 2011-12, quando fa il suo debutto nella Liga de Voleibol Superior Masculino coi Cariduros de Fajardo, vincendo immediatamente lo scudetto. Dopo aver giocato anche il campionato 2012-13 coi Cariduros de Fajardo, in seguito alla mancata iscrizione di questi ultimi al campionato seguente, approda in prestito ai Gigantes de Carolina.
Nella stagione 2014 fa ritorno ai Cariduros de Fajardo, mentre nella stagione successiva, approda ai Caribes de San Sebastián, dove resta per due annate. Nel campionato 2017 difende i colori dei Gigantes de Adjuntas, con cui nel campionato successivo raggiunge le finali scudetto, venendo premiato come miglior realizzatore e miglior muro del torneo.
Nella Liga de Voleibol Superior Masculino 2019 è nuovamente ai Caribes de San Sebastián, mentre dopo la cancellazione del campionato portoricano nel 2020, torna in campo per la Liga de Voleibol Superior Masculino 2021, questa volta con gli Indios de Mayagüez: approda poi ai Mets de Guaynabo dall'annata seguente, conquistando uno scudetto.

### Nazionale
Nel 2011 debutta nella nazionale portoricana.

## Palmarès

### Club
- Campionato portoricano: 2

2011-12, 2022

### Premi individuali
- 2018 - Liga de Voleibol Superior Masculino: Miglior realizzatore
- 2018 - Liga de Voleibol Superior Masculino: Miglior muro